# Фрунзенская (станция метро, Санкт-Петербург)
«Фру́нзенская» — временно закрытая станция Петербургского метрополитена, расположенная на Московско-Петроградской линии между станциями «Московские ворота» и «Технологический институт».
Станция открыта 29 апреля 1961 года в составе участка «Парк Победы» — «Технологический институт»-2. Наименование получила в честь революционера, советского государственного и военного деятеля М. В. Фрунзе, а также по находящемуся вблизи универмагу «Фрунзенский». В проекте станция носила название «Обводный канал».
1 июня 2024 года станция была закрыта в связи с необходимостью строительства Единого диспетчерского центра метрополитена и замены эскалаторов в наклонном ходе (до открытия центра организация движения поездов осуществляется из здания Управления метрополитена, расположенного у «Технологического института» на Московском проспекте).

## Наземные сооружения
Павильон станции выполнен по проекту архитекторов А. С. Гецкина, В. П. Шуваловой и располагается в промзоне на Московском проспекте между домами № 65 и 73, недалеко от набережной Обводного канала. Сооружён по типовому проекту (аналогичен павильонам станций «Парк Победы», «Электросила») и представляет собой круглое в плане здание с куполом и застеклёнными входами, напоминающее киоск.
В 2005 году было заменено освещение. В мае 2006 года произведены работы по обновлению остекления станции. С декабря 2010 по март 2012 года на станции производились работы по замене покрытия полов и кафельной плитки на стенах мраморной облицовкой.

## Подземные сооружения
«Фрунзенская» — станция пилонного типа с укороченным центральным нефом (залом) глубокого заложения (глубина ≈ 39 м). Подземный зал сооружён по проекту архитектора Б. Н. Журавлёва (мастерская № 6 института «Ленпроект»). Облицован зал белым полированным мрамором. Станция также напоминает более богато украшенную одноименную станцию Московского метрополитена.
Торцевую часть центрального зала украшает барельеф из алюминия и красной смальты, с изображением М. В. Фрунзе на коне, в окружении красноармейцев и на фоне боевых знамён (скульптор В. И. Сычёв). В проекте архитектора Б. Н. Журавлёва было другое украшение торца — на красном фоне голова Ленина с текстом: «Все силы на выполнение семилетки!».
Перронный зал выполнен просто: пилоны, облицованные белым мрамором, расширяются вверх, путевые стены были покрыты кафельной плиткой, позже заменены на мрамор.
Наклонный ход диаметром 7,9 м, содержащий три эскалатора, расположен в северном торце центрального зала. Высота подъёма эскалаторов — 39 м. Ожидается, что в рамках реконструкции количество эскалаторов увеличится до 4.

## Фотографии

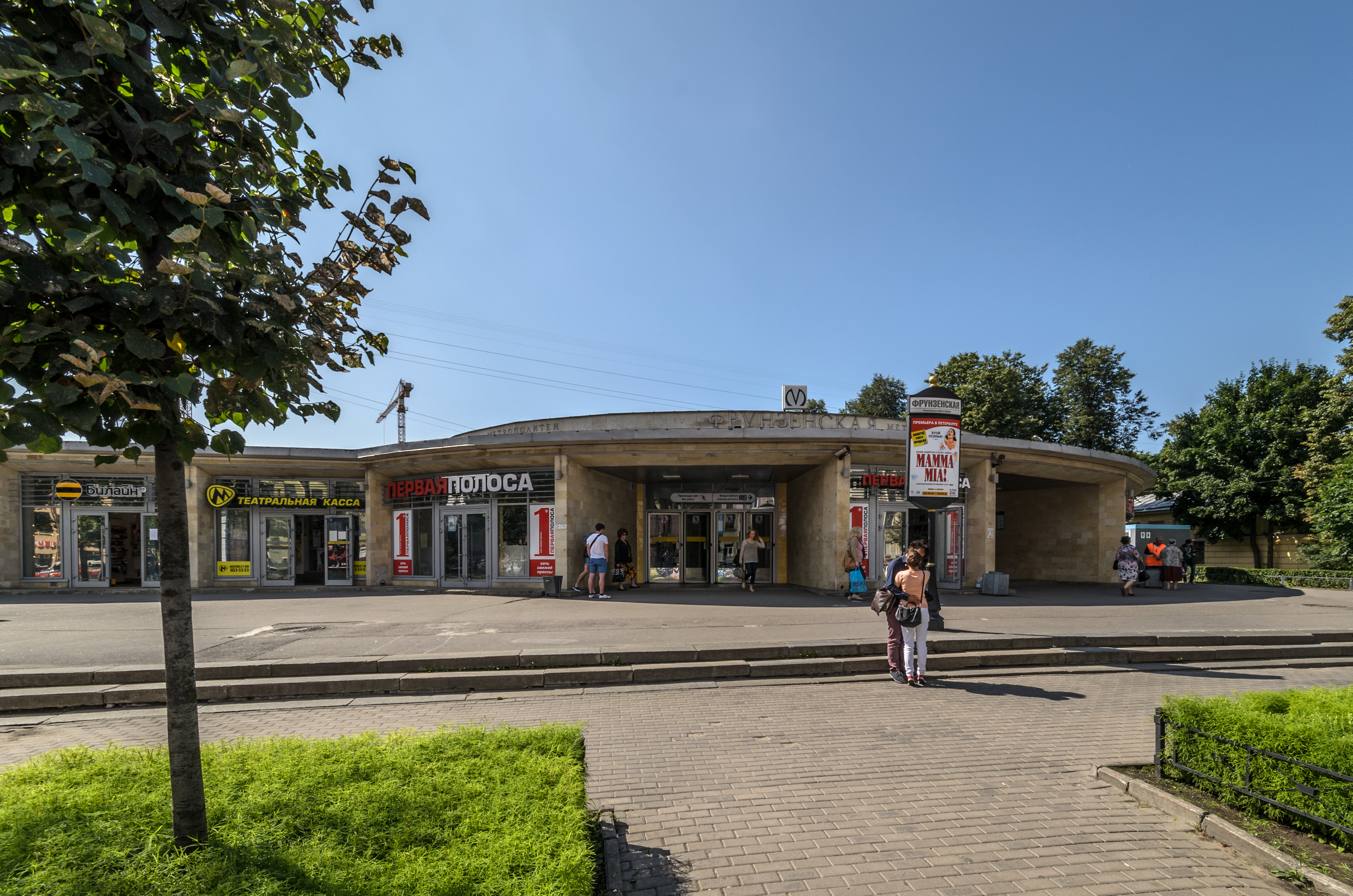
Вестибюль станции, 2013 год
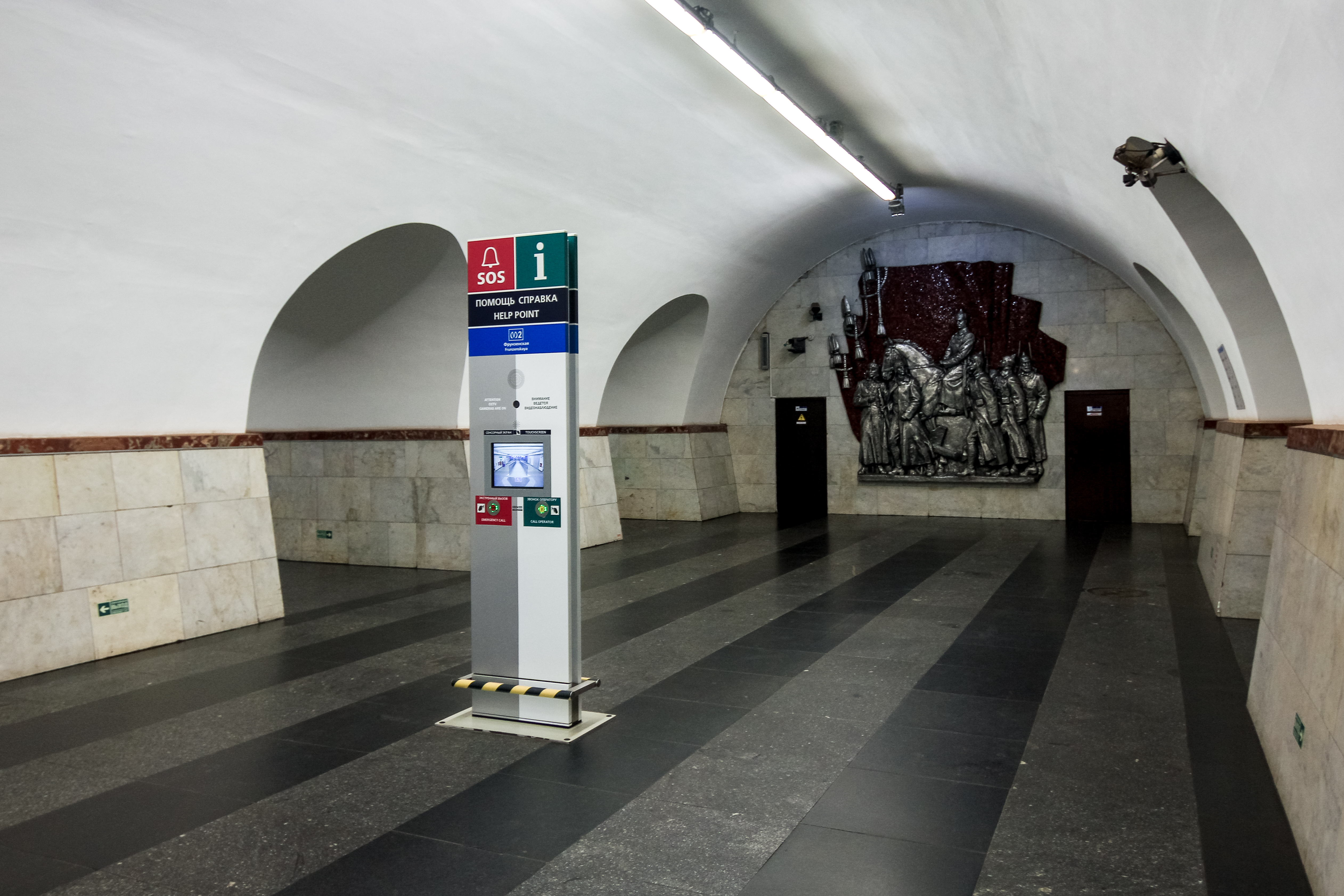
Центральный зал станции
Панно в торце центрального зала
Фрагмент панно
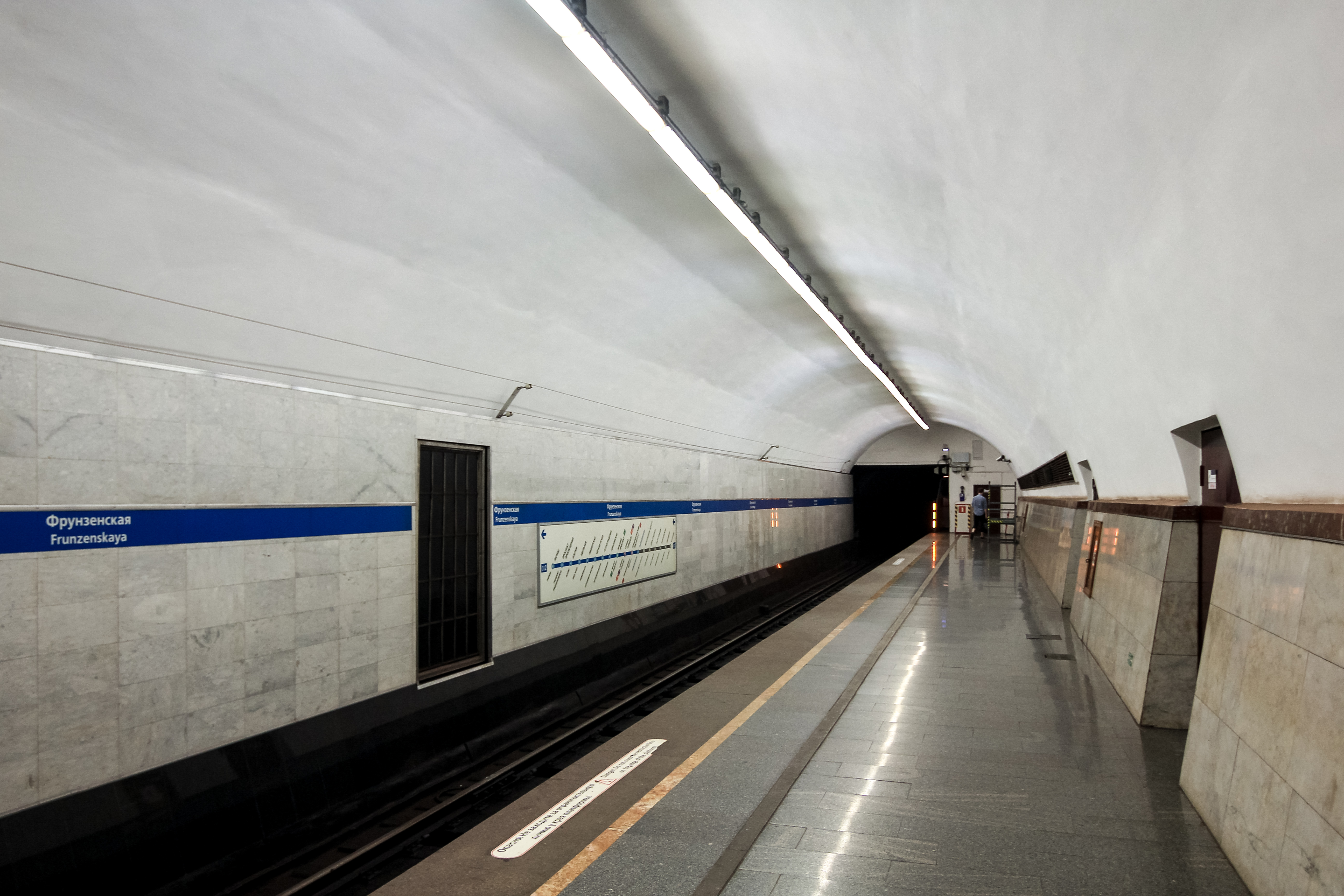
Посадочная платформа
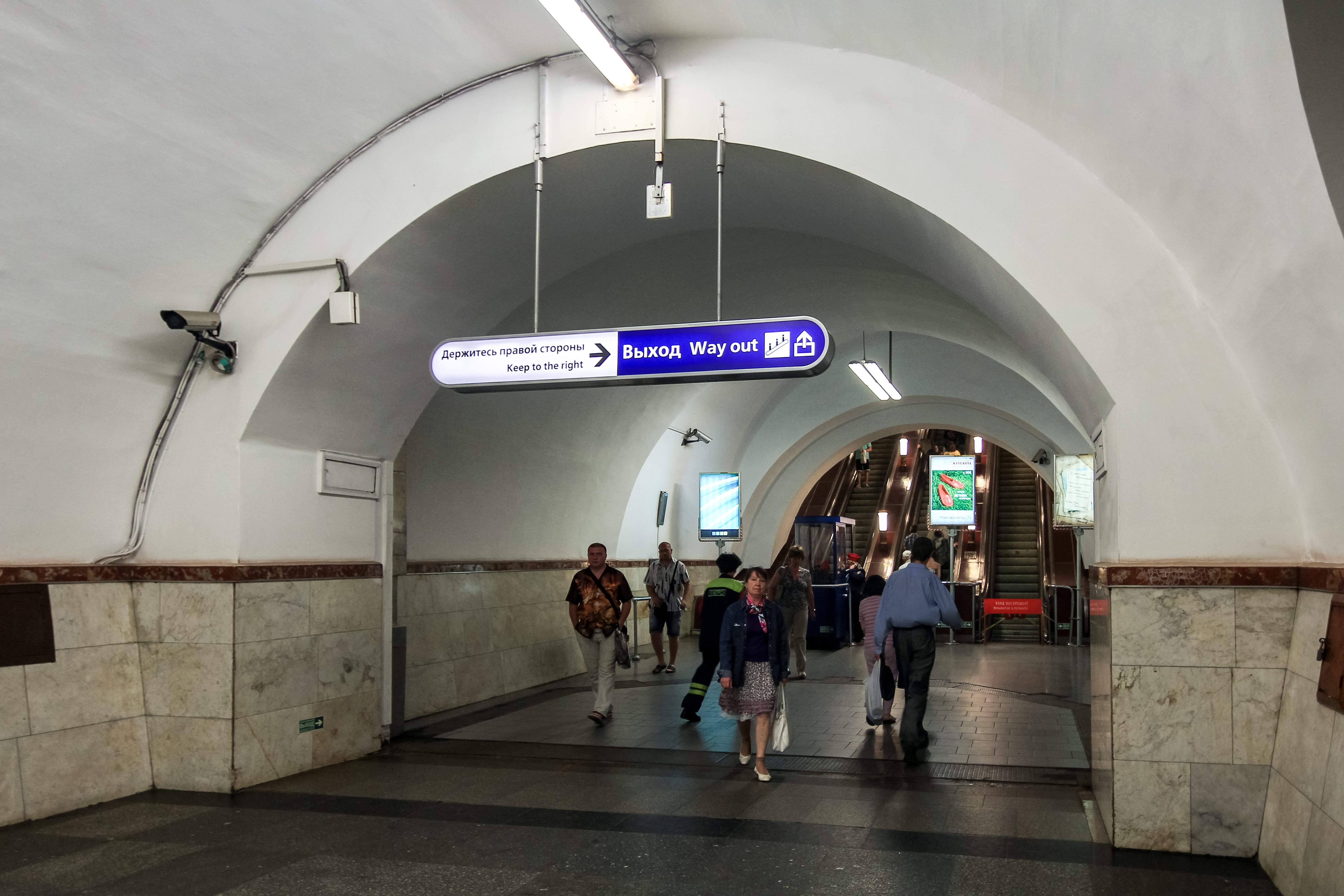
Выход в город

## Наземный транспорт

### Автобусные маршруты
| №   | Пересадки | Конечный пункт 1       | Конечный пункт 2            |
| --- | --- | ---------------------- | --------------------------- |
| 50  | Купчино Звёздная Московская Парк Победы Электросила Московские ворота Технологический институт Сенная площадь Спасская Садовая | Малая Балканская улица | Театральная площадь         |
| 65  | Площадь Восстания Маяковская Московский вокзал Лиговский проспект Обводный канал Балтийская Балтийский вокзал                  | Двинская улица         | Площадь Александра Невского |
| 225 | Проспект Славы Электросила Московские Ворота Технологический институт Пушкинская Витебский вокзал Звенигородская               | Купчино                | Владимирская Достоевская    |

### Троллейбусные маршруты
| №  | Пересадки | Конечный пункт 1 | Конечный пункт 2 |
| -- | --- | ---------------- | ---------------- |
| 15 | Чернышевская Владимирская Достоевская Пушкинская Звенигородская Витебский вокзал Технологический институт Московские ворота Электросила                                         | Тульская улица   | Сызранская улица |
| 17 | Невский проспект Гостиный двор Адмиралтейская Сенная площадь Спасская Садовая Пушкинская Звенигородская Витебский вокзал Технологический институт Московские ворота Электросила | Казанский собор  | улица Костюшко   |

## Реконструкция наземного вестибюля
1 июня 2024 станция закрылась на реконструкцию до 2027 года в связи с реконструкцией наклонного хода и вестибюля — сооружается Единый диспетчерский центр метрополитена, сотрудники которого будут организовывать движение поездов на линиях.
После начала реконструкции станция получила статус «кандидата в памятники» в перечне «выявленных объектов культурного наследия», в связи с чем работы по реконструкции были приостановлены сроком примерно на 3 месяца для рассмотрения вопроса Комитетом по государственному контролю, использованию и охране памятников истории и культуры Санкт-Петербурга. Во включении в статус впоследствии было отказано из-за несоответствия критериям вновь выявленного культурного наследия.